# Hành Dũng
Hành Dũng là một xã thuộc huyện Nghĩa Hành, tỉnh Quảng Ngãi, Việt Nam.
Xã Hành Dũng có diện tích 30,29 km², dân số năm 1999 là 6923 người, mật độ dân số đạt 229 người/km².